# Alex amaura
Alex amaura é uma espécie de inseto do gênero Alex, pertencente à família Formicidae.